# Газипаша
Газипаша (тур. Gazipaşa) — город и район в провинции Анталья (Турция).
Граничит на востоке с провинцией Мерсин, на западе — с районом Аланьи. С тыла Газипаша «подпирается» Торосскими горами, южная часть — Средиземноморское побережье.
Ближайший населённый пункт — Аланья (40 км), расстояние до Анталии — 180 км.
Газипаша — это 50 км береговой линии, даже скалистые участки имеют песчаные пляжи и небольшие бухты. Пляжи Газипаши используют в качестве гнездовья морские черепахи Каретта-Каретта.
Одна из природных достопримечательностей — пляж Селинус, протяжённость которого — 2,5 км.
Недалеко находится популярнейшее место в Газипаша — пещера Кизилин, которую периодически называют «кондиционером естественного происхождения»: днём в пещере прохладно, в вечернее время гора «выдыхает» нагретый воздух.

## Население
Численность населения около 60 тысяч человек. 
Газипаша — один из немногих средиземноморских городов Турции, в котором побережье заполнено отелями не полностью. В Газипаше высоко развито сельское хозяйство: на многочисленных фермах выращиваются овощи и бананы для всей Турции, — здесь нет ни одного промышленного предприятия, поэтому эта область считается одной из самых чистых во всей стране.
Особенность Газипаши в том, что при полном комплекте потенциального курортного центра здесь не так уж много туристов, а потому местные жители ухитряются выращивать бананы даже на пляже. Конечно, статус «тихого рая» не вечен, первое доказательство необратимого движения к туристическому процветанию — открытие международного аэропорта, состоявшееся в 2011 году. Каждый день из аэропорта в Газипаше стартуют самолёты в города Турции и Европы.
В 2012 году начато строительство Марины (стоянка яхт) (Gazipasa Marina), вместимостью 206 стояночных мест до 30 м каждое. Вместимость береговой линии: 100 траверсов 1.20 м. Марина будет безопасным перевалочным пунктом для круизов, открывающих новые навигационные пути на Восточном побережье Средиземного моря Турции, в Северный и Южный Кипр, Сирию, Ливан, Израиль и Египет. В будущем, Газипаша-Анамур станет самым привлекательным туристическим маршрутом на побережье Средиземного моря.

## История
Эти места были населены с античных времён. Ими владели персы, греки, римляне, византийцы, армяне, турки-сельджуки, и в итоге они вошли в состав Османской империи.
Точная дата основания города неизвестна, историки склонны считать, что люди начали селиться в этих местах за 2000 лет до н. э. В 628 году до н. э. в здесь появились греки, построив город Силен. Остатки крепости сохранились до сегодняшнего дня, Силен являлся торговым центром. В 197 году власть от греков перешла к римлянам. Через четыреста лет к власти пришли византийцы, в первой половине XII века район заселили сельджуки, которых в 1268 году начали вытеснять монголы. Впрочем, азиатские интервенты в здешних местах не задержались надолго и были вытеснены османами.
В районе Газипаши сохранились остатки ещё нескольких античных городов. Это Антиохия-ад-Крагум, Ламус, Нефелис, Иотапе, Юлия Себасте, и многочисленные остатки строений и крепостей римского и византийских периодов, название которых даже не известны историкам. В районе Газипаша также можно посмотреть несколько пещер, открытых для посещения туристами.
Антиохия-ад-Крагум (Antiochia ad Cragum, Антиохия-у-Крага)
В 18 км на востоке от Газипаша, в деревне, названной «Южная деревня» (Guney Koy) находится эта местность. Она получила своё название в честь царя Коммагены — Антиоха IV. Руины города расположены на трех холмах. На первом холме, с запада на восток, расположен средневековый замок, на втором холме находится колоннадная улица, агора, римские бани, триумфальная арка, церковь, наконец, на третьем холме занимает место городской некрополь или кладбище. Дата построек определена римским и византийским периодами. Предположительно, храм, находящийся на этой территории, был возведён богу-любимцу этих мест, Зевсу Ламотесу (Zeus Lamotes).
Аданда-Ламос
Этот древний город расположен в 15 км на северо-восток от Газипаша. Он был построен на горной вершине на востоке от современного города Аданды. Город окружен городскими стенами. У южной стороны восточных ворот города стоит большая башня. Среди остатков города можно перечислить громоздкий, высеченный в скалах фонтан и два храма. Также в некрополе этого города стоят два массивных саркофага, вырезанные в блочных камнях. Возможно, город был столицей области по имени «Ламотис». Руины отражают культуру и искусство Киликии.
Нефелис
Для того, чтобы добраться до этого античного города, необходимо придерживаться дороги Газипаша — Анамур, на 12-м километре повернув в деревню Музкент Кею. С юга город окружен морем и скалистыми холмами. Старый город состоит из акрополя и руин, простирающихся с востока на запад. Здания руин — замок Средневековья, одеон, храм и системы водоснабжения, которые относятся к периоду римской и византийской эпох. Некоторые из надписей, найденные в этом античном городе, выставляются в музее Алании.
Селинус
Античный город Селинус, расположенный в пределах района Газипаша на холме, который дугой входит в море и с юго-западной стороны которого расположены пляж Газипаша и река Хаджимуса. Городской акрополь был основан на холме. В этом городе есть средневековый замок. Стены и башни замка хорошо сохранены. Акрополь состоит из важных строений, дошедших до наших дней, таких как церковь и цистерна. Другие постройки Селинуса расположены на прибрежной территории и на холме горы. Руины города состоят из римских бань, агоры, исламских построек (кешк), водных каналов, и некрополя (кладбища). Селинус — один из самых важных городов гористой области Киликия.
Иотапе (Iotape) (Гардениа)
Руины города можно обнаружить по дороге из Алании в Газипаша, проехав от центра города примерно 33 км. Мыс Кёмюрлюк, нависающий над морем, служил акрополем, местом поклонения божествам. Здесь сохранились часть неприступных городских стен и укреплений, римские бани, некрополь, пьедесталы, на каменной поверхности которых вырезаны имена спортсменов и меценатов. Ученые-историки утверждают, что город был назван в честь королевы Иотапе — жены коммагенского правителя Антиоха IV (38—72 гг. н. э.).